# Payún Matrú

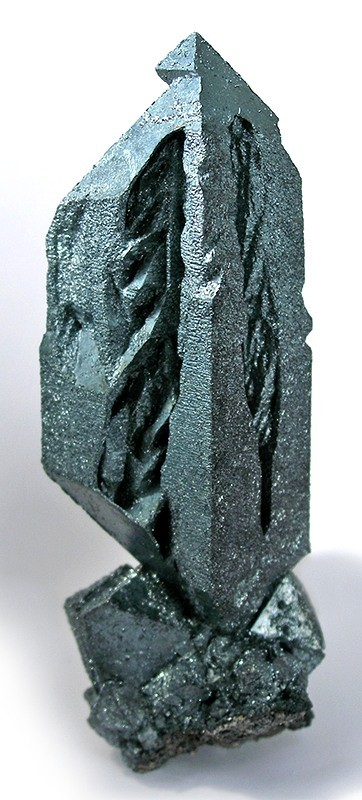
Hematit efter magnetit, Payún volcano. Size: 8.3 x 3.1 x 2.3 cm.

Payún Matrú är en sköldvulkan i Argentina belägen inom La Payunia provinsreservat i provinsen Mendoza.
Vulkanen Payun kännetecknas av de stora kristaller av hematit, pseudomorfa efter magnetit.
Sedan 18 april 2011 är Payún Matrú uppsatt på Argentinas förhandslista (tentativa lista) med förslag till världsarv tillsammans med lagunen Laguna de Llancanelo.